# Gerard Autet i Serrabasa
Gerard Autet (Manlleu, 8 de setembre de 1978) és un exfutbolista i entrenador català. Jugava com a defensa i va arribar a competir en Primera Divisió en les files del Real Sporting de Gijón. Actualment treballa com a analista tècnic a Tv3 als programes Gol a Gol, i Onze.

## Trajectòria
Gerard creix esportivament al seu Manlleu natal, primer practicant el futbol sala a l'escola El Carme Vedruna i posteriorment a l'Escola de Futbol d'Osona. Els dos anys de juvenil els jugà amb l'EC Granollers i el FC Barcelona.
Es va incorporar en categoria juvenil al planter del F. C. Barcelona i, després de jugar en el F. C. Barcelona "C", va fitxar pel Palamós C.F., al començament de la campanya 1998-99. Posteriorment, va militar durant dues temporades en el R. C. D. Espanyol "B". La temporada 2001-02 va debutar a Segona Divisió amb el Llevant O.D. i, una campanya després, va fitxar pel Xerez CD. Després de cinc temporades en el club andalús va signar un contracte amb el Real Sporting de Gijón l'any 2007.
Amb el conjunt asturià va aconseguir ascendir a Primera Divisió la temporada 2007-08. Després de dues campanyes a la màxima categoria, va finalitzar la seva vinculació amb el Sporting, el 19 de maig de 2010 en que s'acomiadà de l'afició d'El Molinón.
La següent temporada va tornar al Xerez CD amb un contracte per dues temporades, Al final de la temporada 2011-12 va decidir abandonar la pràctica del futbol i es va incorporar al Maccabi Tel Aviv F. C. com a segon entrenador.

## Clubs
| Club                   | País    | Any       |
| ---------------------- | ------- | --------- |
| FC Barcelona "C"       | Espanya | 1997-1998 |
| Palamós CF             | Espanya | 1998-1999 |
| RCD Espanyol "B"       | Espanya | 1999-2001 |
| Llevant UE             | Espanya | 2001-2002 |
| Xerez CD               | Espanya | 2002-2007 |
| Real Sporting de Gijón | Espanya | 2007-2010 |
| Xerez CD               | Espanya | 2010-2012 |